# Книхтиля, Элина
Ма́ри Э́лина Кни́хтиля (фин. Mari Elina Knihtilä; род. 6 июня 1971, Валкеала, Финляндия) — финская актриса.
В 1996 окончила курсы актерского мастерства в театральной академии Хельсинки. Несколько лет играла в театре. На киноэкране дебютировала в 1996 году, исполнив главную роль (Хенна) в комедии Сакари Кирьявайнена «Философский камень» (Viisasten kivi). Её партнёром по фильму был Томми Корпела, ставший позже её спутником жизни. В 1997 году у пары родился сын.
Актриса четыре раза выдвигалась на получение Финской Национальной премии в области кинематографии «Юсси». Три номинации — за участие в фильмах «Матти» (Matti), «Развод по-фински или Дом, где растёт любовь» и «Хороший сын» (Hyvä poika). В 2008 году получила награду за лучшую женскую роль второго плана — роль Айла Мерилуото в драме Хейкки Куянпаа «Падение ангелов» (Putoavia enkeleitä). В 2012 году за роль в фильме «Хороший сын» стала лауреатом финской национальной кинопремии «Юсси» в номинации «За лучшую женскую роль».  В общей сложности снялась в тридцати фильмах.
Озвучивала Терка в мультфильмах «Тарзан», «Тарзан и Джейн», «Тарзан 2» и связанном телесериале «Легенда о Тарзане» (Disney Productions).

## Фильмография
- 1996 — Философский камень (Viisasten kivi) — Хенна, главная роль
- 1997 — Hyvän tekijät
- 1997 — Ледокол (Jäänmurtaja)
- 2002 — Пламя (Liekki)
- 2002 — Hengittämättä ja nauramatta
- 2002 — Rumble
- 2004 — Дети и взрослые — как они сделаны? (Lapsia ja aikuisia — Kuinka niitä tehdään?)
- 2004 — Väärät kengät
- 2004 — Пылающий ангел (Enkeli tulessa)
- 2005 — Девушка и боксёр (Tyttö ja nyrkkeilijä)
- 2006 — Матти (Matti)
- 2006 — Озеро (Järvi)
- 2007 — V2 — Jäätynyt enkeli
- 2007 — Lieksa!
- 2008 — Älä unta nää
- 2008 — Putoavia enkeleitä
- 2008 — Tyttöjen ilta
- 2008 — Kaveri
- 2008 — 8 päivää ensi-iltaan
- 2009 — Развод по-фински или Дом, где растёт любовь — Туула
- 2009 — Skavabölen pojat
- 2010 — Jäät
- 2011 — Risto
- 2011 — Хороший сын — Лейла
- 2011 — Эльма и Лииса (Elma ja Liisa)
- 2011 — Metsästäjät 2: Pedon jäljillä
- 2011 — Varasto
- 2012 — Нико 2: маленький братишка — большие хлопоты — Уна
- 2012 — Tie pohjoiseen
- 2013 — Tumman veden päällä
- 2015 — Елена (Kätilö)
- 2023 — Очень странные каникулы (Räkä ja Roiskis) — Халунен, майор полиции

## На телевидении
- Ihana mies (1999)
- Kylmäverisesti sinun (2000)
- Tummien vesien tulkit (2002)
- Ranuan kummit (2003)
- Tahdon asia (2005)
- Mogadishu Avenue (2006)
- Läpiveto (2006—2008)
- Suojelijat (2008)
- Hymy pyllyyn (2008—2009)
- Ihmebantu (2009)
- Putous (2010)
- Virta (2011)
- Vedetään hatusta (2011)
- YleLeaks (2011)